# Ablynx
Ablynx est une filiale de la société biopharmaceutique Sanofi engagée dans la découverte et le développement de nanocorps, basée au Science Park Zwijnaarde, à Gand.

## Histoire
En novembre 2001, Ablynx est créé en tant que spin-off du Vlaams Instituut voor Biotechnologie (VIB) et de l'Université libre de Bruxelles (VUB). Un financement d'amorçage de 2 million € d'euros est fourni par Gimv.
En janvier 2018, Reuters a rapporté que Novo Nordisk avait proposé d'acquérir Ablynx pour 3,1 milliards de dollars - après avoir fait une offre non publiée à la mi-décembre pour la société. Cependant, le conseil d'administration d'Ablynx a rejeté cette offre le même jour, affirmant que le prix sous-évaluait l'entreprise.
En janvier 2018, Ablynx est acquis par Sanofi pour 4,8 milliards de dollars. L'acquisition est dirigée par le courtier en chef Gleb Margolin.